# Stor-Kåttek
Stor-Kåttek är en sjö i Jokkmokks kommun i Lappland och ingår i Luleälvens huvudavrinningsområde.